# Elecciones provinciales de Formosa de 1999
Las elecciones generales de la provincia de Formosa de 1999 tuvieron lugar el domingo 26 de septiembre del mencionado año para renovar los cargos de Gobernador y Vicegobernador, y 15 de las 30 bancas que posee la Legislatura Provincial. Los comicios estuvieron desfasados de las elecciones presidenciales a nivel nacional, que tuvieron lugar el 24 de octubre del mismo año. La constitución provincial no permitía una segunda reelección para el gobernador, ya que antes de su mandato había ocupado la vicegobernación, pero debido a una interpretación de la Constitución pudo volver a presentarse, en medio de una crisis política que vivió la provincia, en la cual ni la legislatura ni la Corte Suprema local pudieron funcionar adecuadamente.
El Partido Justicialista, oficialista desde 1983, sufría una crisis interna entre el entonces gobernador Gildo Insfrán y su predecesor en el cargo Vicente Joga. Ya que la provincia contaba con el sistema electoral conocido como ley de lemas, ambos candidatos pudieron presentarse a las elecciones. La interna local recreó la división que existía en el partido a nivel nacional, Insfrán contó con el apoyo del entonces presidente Carlos Menem, y Joga con el del gobernador bonaerense y candidato presidencial del peronismo, Eduardo Duhalde. La oposición se unificó en la Alianza, liderada por el candidato presidencial Fernando de la Rúa a nivel nacional, y llevó tres lemas de candidatos a gobernador, encabezados por los radicales Antonio Venica, Juan Fernández Bedoya y Alberto Maglietti.
La elección estuvo plagada de denuncias por irregularidades y hechos violentos, destacando una serie de choques en la Legislatura Provincial que llevaron a su cierre, y la destitución de los jueces que habían votado en contra de habilitar la candidatura de Insfrán. Al mismo tiempo, se denunció que al menos mil ciudadanos del país vecino, Paraguay, ingresaron al país por medio de embarcaciones financiadas por candidatos del PJ para votar en las elecciones. El gobernador fue reelecto logrando el 53% de los votos, lo que sumado al lema de Joga dio un total de 73.71% para el justicialismo, superando a la Alianza por más de 45 puntos con la suma de los tres lemas (26%), siendo el más votado el que llevaba a Venica como candidato. A partir de esta elección el PJ superó siempre el 70% de los votos en los comicios para gobernador, triunfando durante las siguientes elecciones la fórmula Insfrán-Bogado, hasta el fallecimiento de este último en 2017.

## Antecedentes
Desde las elecciones de 1983, la provincia de Formosa se convirtió en un bastión electoral del Partido Justicialista, siendo primero gobernador Floro Bogado (1983-1987) y posteriormente Vicente Joga, con Gildo Insfrán como vicegobernador (1987-1995). En 1991, una reforma constitucional habilitaba la reelección del gobernador y el vicegobernador por un solo período consecutivo, permitiéndole a Joga acceder a su segundo mandato. A pesar de que la constitución estipulaba que un vicegobernador que hubiese ejercido dos mandatos no podía ser elegido gobernador hasta que hubiera transcurrido un período, en 1995 se logró una interpretación constitucional controvertida que habilitó a Insfrán a ser electo por amplio margen para la gobernación por el período 1995-1999. Sin embargo, dicha interpretación solo le permitía permanecer en el cargo por un único mandato, debido a que el segundo período de Insfrán como vicegobernador de Joga contaría en este caso como un primer mandato dentro del ejecutivo. Al término de dicho mandato, Joga aspiraba retornar a la gobernación.
A partir de 1997, se hizo evidente el deseo de Insfrán de permanecer en el poder más allá de 1999, a pesar de que la constitución no se lo permitía. Insfrán manifestó públicamente su intención de buscar la reelección a principios de 1998, lo que llevó a un quiebre en su relación con Joga, hasta entonces amistosa. Tanto Joga como el principal partido de la oposición provincial, la Unión Cívica Radical (UCR), buscaron inhabilitar a Insfrán como candidato por medio de una acción judicial, alegando que se trataba de una violación a la constitución.
Al comenzar el año 1999, el diputado provincial Armando Cabrera denunció a Carlos Gerardo González, juez del Superior Tribunal de Justicia de Formosa, luego de que la tensión estallara dentro del Partido Justicialista durante la primera semana de marzo cuando los colaboradores de Insfrán acusaron a González de robarse el expediente judicial. El 3 de marzo, el juez penal Ceferino Arroquigaray ordenó detener al juez Carlos González y allanar sus oficinas para incautar el expediente. González fue arrestado en horas de la mañana cerca de su casa cuando iba conduciendo en su auto que fue interceptado por la policía y fue llevado al cuartel central de bomberos de Formosa. Esta acción llevó a una crisis institucional, debido a que legalmente un juez solo puede ser detenido si es sorprendido cometiendo un delito o si previamente se lo destituye mediante un juicio político.

## Candidaturas
Debido al sistema de doble voto simultáneo o ley de lemas vigente en la provincia, tanto Insfrán como Joga podían presentar sus respectivas candidaturas dentro de distintos sublemas del Partido Justicialista sin comprometer la unidad del partido. El compañero de fórmula de Insfrán fue el vicegobernador incumbente Floro Bogado, quien ya había ejercido la gobernación entre 1983 y 1987, mientras que la candidata a vicegobernadora de Joga sería Angélica García. La oposición, por su parte, estaba constituida mayormente por la Unión Cívica Radical, dentro de la Alianza para el Trabajo, la Justicia y la Educación, coalición formada con el Frente País Solidario (FREPASO), de escasa influencia política en la provincia, y por el Movimiento de Integración y Desarrollo (MID). La Alianza presentó tres fórmulas en distintos sublemas, las tres encabezadas por radicales: Pedro Antonio Venica, Alberto Ramón Maglietti, y Juan Fernández Edoya. Venica a su vez era secundado por el exgobernador de facto Rodolfo Rhiner, del MID, como candidato a vicegobernador. Maglietti tuvo por compañero de fórmula a Ricardo Giménez. Edoya, por su parte, concurrió con Carlos Lynch.

## Campaña
Durante la campaña, la lucha interna dentro del PJ formoseño sirvió para traslucir la crisis que sufría el partido a nivel nacional. Insfrán se apoyó en el presidente saliente, Carlos Menem, mientras que Joga, tradicional opositor al menemismo y peronista de corte ortodoxo, adhirió a la figura del candidato presidencial del justicialismo en las venideras elecciones, el gobernador de Buenos Aires Eduardo Duhalde. Tanto Joga como los candidatos radicales centraron su estrategia de campaña en cuestionar la legitimidad política de Insfrán, considerando que estaba violentando la constitución provincial. El principal candidato de la Alianza, Venica, declaró que una victoria de Insfrán convalidaría la violación institucional. Al ser cuestionado por su candidatura, Insfrán calificó la discusión como una "pérdida de tiempo" y afirmó que, habiendo sido ya "habilitado" como candidato, sería en última instancia "legitimado" por el electorado. Por su parte, Insfrán declaró que si ganaba, centraría su segundo mandato en la reactivación del aparto productivo, puesto que la mayoría de la población de la provincia dependía del estado. Sin embargo, la oposición denunció que gran parte de esta dependencia se debía a las políticas de Insfrán, que supuestamente habría hecho del estado provincial formoseño uno de los más dependientes del gobierno nacional, y la provincia con menos empleados del sector privado.
Aproximadamente un mes antes de los comicios, hubo una riña entre los diputados que apoyaban a Insfrán y los que apoyaban a Joga dentro de la Legislatura Provincial. Aunque el PJ gozaba de mayoría parlamentaria, más de la mitad de los diputados eran favorables a Joga. En consecuencia, el vicegobernador Bogado, en calidad de presidente del cuerpo, anunció un receso legislativo hasta el 30 de septiembre, lo que además ayudó a Insfrán a evitar un posible juicio político que habría arruinado sus posibilidades de ser candidato. Los 20 diputados de la oposición a Insfrán (8 justicialistas leales a Joga y 12 de la Alianza) intentaron organizar una sesión de emergencia en la Universidad de Formosa, donde se suponía que el titular del Tribunal Supremo, González, reasumiría su cargo luego de su destitución y además se procedería a iniciar un juicio político contra los jueces que habían convalidado la candidatura de Insfrán. La sesión fue considerada inválida por Bogado, que hizo constar dicha invalidez ante el poder judicial, y la policía provincial impidió el acceso de González a la Universidad. A pesar de que inicialmente habían manifestado su intención de visitar la provincia para apoyar a sus respectivos candidatos ungidos, tanto Menem como Duhalde acabaron declinando y cancelando sus viajes, acachando su ausencia al mal tiempo que había en la provincia. Sin embargo, los medios especularon que el clima político caldeado de la provincia había provocado que, en última instancia, tanto Menem como Duhalde prefirieran evitar el asunto.

## Resultados

### Goberandor y Vicegobernador
|  | 42.24 % |

|  | 73.71 % |

|  | 7.66 % |

|  | 3.83 % |

|  | 2.27 % |

|  | 1.83 % |

|  | 1.75 % |

|  | 1.61 % |

|  | 1.51 % |

|  | 1.50 % |

|  | 1.40 % |

|  | 1.38 % |

|  | 1.06 % |

|  | 1.02 % |

|  | 0.83 % |

|  | 0.79 % |

|  | 0.72 % |

|  | 0.72 % |

|  | 0.22 % |

|  | 0.14 % |

|  | 21.25 % |

|  | 3.12 % |

|  | 3.01 % |

|  | 32.47 % |

|  | 26.06 % |

|  | 12.17 % |

|  | 9.50 % |

|  | 5.41 % |

|  | 5.20 % |

|  | 3.28 % |

|  | 2.59 % |

|  | 2.58 % |

|  | 2.33 % |

|  | 2.28 % |

|  | 1.70 % |

|  | 1.39 % |

|  | 1.33 % |

|  | 1.30 % |

|  | 1.11 % |

|  | 0.84 % |

|  | 0.59 % |

|  | 10.04 % |

|  | 0.97 % |

|  | 0.79 % |

|  | 0.95 % |

|  | 0.58 % |

|  | 0.56 % |

|  | 0.02 % |

|  | 0.01 % |

|  | 100.00 % |

|  | 0.22 % |

|  | 97.63 % |

|  | 1.48 % |

|  | 0.89 % |

|  | 100.00 % |

|  | 76.15 % |

### Cámara de Diputados
|  | 72.28 % |

|  | 27.47 % |

|  | 0.25 % |

|  | 95.47 % |

|  | 3.71 % |

|  | 0.82 % |

|  | 100.00 % |

|  | 76.12 % |